# Presidenti della Provincia di Trieste
Elenco dei presidenti dell'amministrazione provinciale di Trieste.

## Repubblica italiana (1954-2016)

### Presidenti della Provincia

#### Eletti dal Consiglio provinciale (fino al 1993)
| Nº             | Nº             | Ritratto | Nome            | Mandato         | Mandato          | Partito                     |
| Nº             | Nº             | Ritratto | Nome            | Inizio          | Fine             | Partito                     |
| -------------- | -------------- | -------- | --------------- | --------------- | ---------------- | --------------------------- |
|                |                |          | ?               | ?               | ?                | ?                           |
|                |                |          | Michele Zanetti | 1970            | 1977             | Democrazia Cristiana        |
|                |                |          | ?               | ?               | ?                | ?                           |
|                |                |          | Dario Crozzoli  | 17 ottobre 1988 | 25 novembre 1991 | Partito Socialista Italiano |
| 19 agosto 1992 | 24 agosto 1992 |          | Dario Crozzoli  |                 |                  | Partito Socialista Italiano |

#### Eletti direttamente dai cittadini (1993-2016)
| Nº             | Ritratto         | Ritratto | Nome                                           | Mandato          | Mandato         | Partito                         | Elezione |   |
| Nº             | Ritratto         | Ritratto | Nome                                           | Inizio           | Fine            | Partito                         | Elezione |   |
| -------------- | ---------------- | -------- | ---------------------------------------------- | ---------------- | --------------- | ------------------------------- | -------- | - |
|                |                  |          | Paolo Sardos Albertini                         | 21 giugno 1993   | 28 luglio 1993  | Lista per Trieste               | 1993     |   |
| –              |                  |          | Domenico Mazzurco (Commissario prefettizio)    | 28 luglio 1993   | 2 dicembre 1996 | —                               | —        |   |
|                |                  |          | Renzo Codarin                                  | 2 dicembre 1996  | 11 giugno 2001  | Indipendente di centro-destra   | 1996     |   |
|                |                  |          | Fabio Scoccimarro                              | 11 giugno 2001   | 26 aprile 2006  | Alleanza Nazionale              | 2001     |   |
|                |                  |          | Maria Teresa Bassa Poropat                     | 26 aprile 2006   | 1º giugno 2011  | Indipendente di centro-sinistra | 2006     |   |
| 1º giugno 2011 | 1º dicembre 2016 | 2011     | Maria Teresa Bassa Poropat                     |                  |                 | Indipendente di centro-sinistra |          |   |
| –              |                  |          | Gianluca Dominutti (Commissario straordinario) | 1º dicembre 2016 | 1º gennaio 2021 | —                               | —        | — |